# کران‌وسط
کران‌وسط، روستایی از توابع بخش مرکزی شهرستان چالدران در استان آذربایجان غربی ایران است.

## جمعیت
این روستا در دهستان ببه‌جیک قرار دارد و براساس سرشماری مرکز آمار ایران در سال ۱۳۸۵، جمعیت آن ۵۷ نفر (۱۱خانوار) بوده‌است.